# Маркус Бернт Ейдсвіг

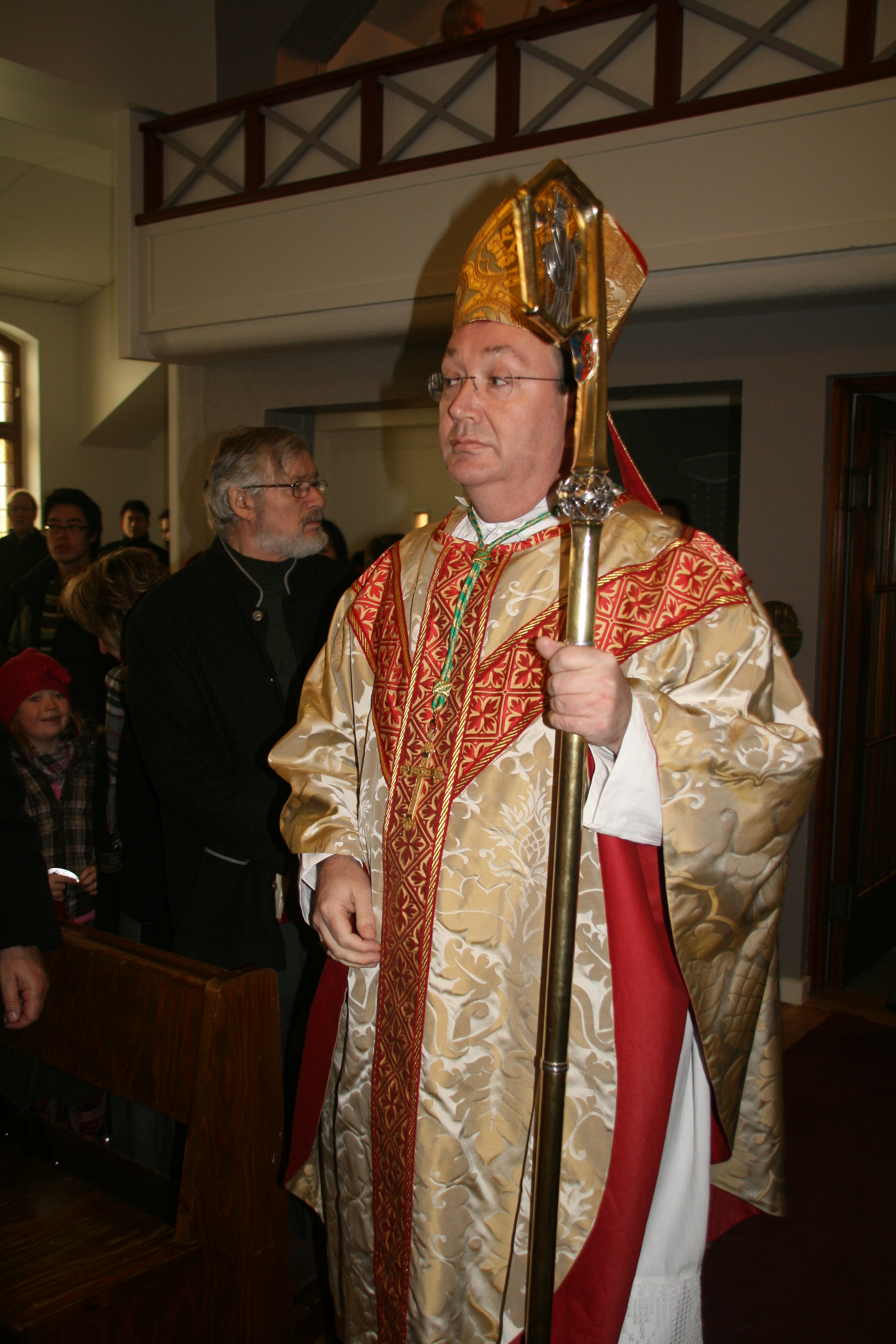
Бернт Івар Ейдсвіг

Бернт Івар Ейдсвіг (у чернецтві Маркус; норв. Bernt Ivar Markus Eidsvig; нар. 12 вересня 1953 року, Рюкан, Норвегія) — норвезький римо-католицький єпископ; дієцезіальний єпископ дієцезії Осло і апостольський адміністратор територіальної прелатури Тронгейма. Служив військовим капеланом корпусу Норвезьких Збройних Сил.

## Біографія
Вивчав лютеранську теологію в Осло. 20 грудня 1977 року перейшов на католицизм, після чого вивчав католицьку теологію в Гейтроп-Коледжі Лондонського університету (Англія), здобувши ліценціат. 20 червня 1982 року був висвячений на священика. Служив як помічник пароха, а згодом як парох в Бергені. У 1991 році він вступив до ордену регулярних каноніків святого Августина в Клостернойбург (Австрія). 27 серпня 1991 року отримав чернечий одяг та ім'я Маркус. Урочисті довічні обіти склав 28 серпня 1995 року. З 1996 року він був магістром новіціату, у 1997—2003 роках — настоятелем парафії святого Леопольда (Клостернойбург).
29 липня 2005 року, на свято скандинавського місіонера святого Олафа, Папа Римський Бенедикт XVI призначив Маркуса Ейдсвіга єпископом Осло. Єпископська хіротонія відбулася 22 жовтня 2005 року у лютеранському соборі Пресвятої Тройці в Осло (головним святителем був його попередник на єпископському престолі Осло Ґергард Швенцер). Урочисте введення на престол дієцезії Осло відбулося того ж дня в кафедральному соборі святого Олафа. 8 червня 2009 року, після відставки єпископа Ґеорґа Мюллера папа призначив єпископа Ейдсвіга також апостольським адміністратором прелатури Тронгейма.